# Districte de Bonneville
Bonneville és un dels arrondissements del departament de l'Alta Savoia, a la regió d'Alvèrnia-Roine-Alps. Té 10 cantons, 61 municipis i té com a cap la subprefectura de Bônavela.

## Cantons
- cantó de Bonneville
- cantó de Chamonix-Mont-Blanc
- cantó de Cluses
- cantó de La Roche-sur-Foron
- cantó de Saint-Gervais-les-Bains
- cantó de Saint-Jeoire
- cantó de Sallanches
- cantó de Samoëns
- cantó de Scionzier
- cantó de Taninges